# Edgard Gijsen
Edgard Gijsen (* 29. Januar 1940 in Antwerpen; † 31. Juli 2008 in Rio de Janeiro) war ein brasilianischer Ruderer. Bei Panamerikanischen Spielen gewann er je eine Gold-, Silber- und Bronzemedaille.
Edgard Gijsen nahm 1959 an den Panamerikanischen Spielen in Chicago teil. Zusammen mit Milton Bruno Meurer gewann er die Silbermedaille im Zweier ohne Steuermann. Vier Jahre später trat er zusammen mit Francisco Todesco im Doppelzweier bei den Panamerikanischen Spielen in São Paulo an und erruderte eine Bronzemedaille.
Bei den Olympischen Spielen 1968 ruderte Gijsen mit Harri Klein im Doppelzweier. Nach einem letzten Platz im Vorlauf belegten die beiden den zweiten Platz im Hoffnungslauf und qualifizierten sich damit für das Halbfinale. Im Halbfinale erreichten die beiden den fünften Platz, nur die ersten drei Boote erreichten das A-Finale. Das B-Finale gewannen die beiden Brasilianer und belegten somit den siebten Platz in der Gesamtwertung. 1971 siegten Gijsen und Klein bei den Panamerikanischen Spielen in Cali.
Der 1,80 m große Edgard Gijsen ruderte für den Clube de Regatas do Flamengo.